# Аньоне
Аньо̀не (на италиански: Agnone, на местен диалект Agnéunë, Анеунъ) е градче и община в Централна Италия, провинция Изерния, регион Молизе. Разположено е на 830 m надморска височина. Населението на общината е 5240 души (към 2010 г.).